# Les Animaux fantastiques : Les Crimes de Grindelwald
Série Les Animaux fantastiques
Les Animaux fantastiques
(2016) Les Secrets de Dumbledore
(2022)
Pour plus de détails, voir Fiche technique et Distribution.
Les Animaux fantastiques : Les Crimes de Grindelwald (Fantastic Beasts: The Crimes of Grindelwald) est un film de fantasy américano-britannique réalisé par David Yates, sorti en 2018.
Il s'agit du deuxième volet de la série Les Animaux fantastiques et du dixième film de la franchise du monde des sorciers de J. K. Rowling. Il fait suite au film Les Animaux fantastiques, du même réalisateur, sorti en 2016, et précède le film Les Secrets de Dumbledore sorti en 2022.
Le film se déroule en 1927, quelques mois seulement après son arrestation par le Congrès magique des États-Unis, Gellert Grindelwald s'évade et souhaite rassembler des sorciers de « sang-pur » afin de régner sur l’ensemble de la population non magique. Albus Dumbledore, un professeur renommé de l'école de sorcellerie britannique de Poudlard, et ancien ami d'enfance de Grindelwald, semble le seul en mesure de l'arrêter. Dumbledore se dit incapable d'affronter lui-même Grindelwald, mais conseille discrètement à son ancien élève, Norbert Dragonneau, de retrouver le jeune Croyance Bellebosse en quête de son identité, avant que Grindelwald puisse l'influencer. C'est l'occasion pour Norbert de retrouver ses amis Tina, Queenie et Jacob.

## Synopsis
En 1927, après six mois de détention, Gellert Grindelwald est enfermé au MACUSA et s'apprête à être transféré sous haute surveillance vers l'Europe. Une escouade d'Aurors ainsi que Rudolph Spielman, responsable des mises en détention de la Confédération Internationale des Sorciers, sont mobilisés pour le voyage, ignorant que Grindelwald a convaincu Abernathy de rejoindre ses rangs au cours de son isolement. Dans le carrosse volant tiré par des sombrals, Grindelwald parvient avec son aide à neutraliser tous les sorciers présents et disparaît, libre, en ne laissant la vie sauve qu'à Abernathy et Spielman.

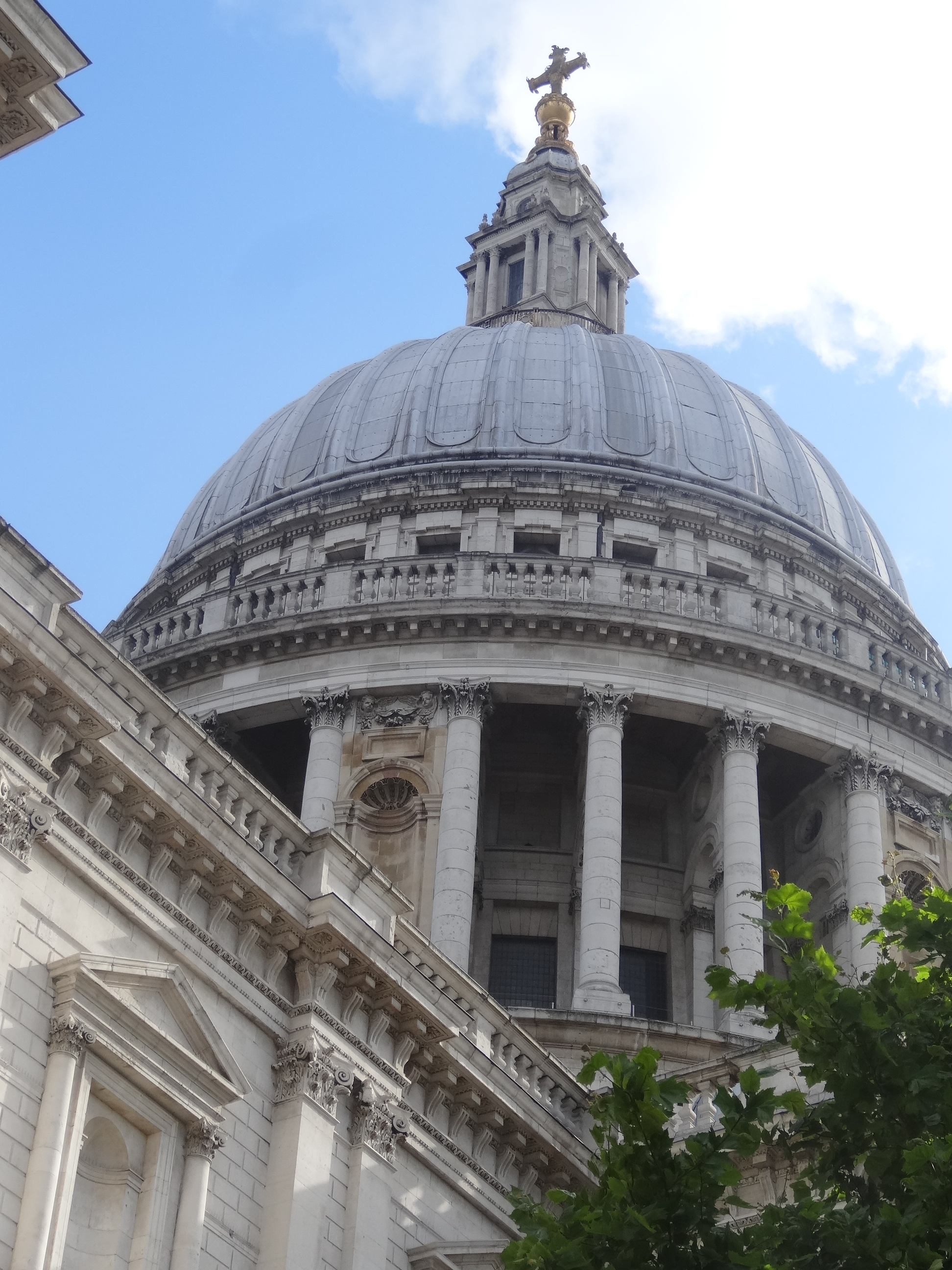
Dans le film, Norbert retrouve Dumbledore sur les toits de la cathédrale Saint-Paul de Londres.

Trois mois plus tard, Norbert Dragonneau passe un entretien au ministère de la Magie britannique devant Spielman, Travers et Arnold Guzman, dans le but de retrouver son permis de voyager, perdu après avoir « détruit » New York. Son frère Thésée, fiancé à Leta Lestrange, participe à la réunion. Norbert se voit alors proposer un marché : retrouver Croyance Bellebosse, l'obscurial qui a survécu à l'attaque des Aurors, en échange de ses titres de transport. Norbert refuse et quitte le bureau en apprenant que Grimmson, un chasseur de bêtes, est envisagé à sa place pour ce travail. Sur le chemin du retour chez lui, il est intercepté par Albus Dumbledore, qui le remercie d'avoir ramené l'oiseau-tonnerre aux États-Unis pour lui et l'informe de la présence de Croyance à Paris, en espérant que Norbert le retrouve avant Grindelwald. Il lui donne une carte d'un lieu sûr dans la capitale, avant de transplaner.
Une fois rentré chez lui, Norbert a la surprise d'y retrouver Jacob et Queenie. Il apprend que Tina fréquente un Auror, après avoir eu le cœur brisé à la suite d'un article mensonger d'un tabloid faisant état du mariage prochain de Norbert avec Leta Lestrange. Queenie, de son côté, a envoûté Jacob afin qu'ils puissent se marier à Londres (les Non-Majs et les sorciers ne pouvant se côtoyer en Amérique). Une fois le sort levé, Jacob tente de lui faire entendre raison, en sachant que leur vie est à New York et que Queenie serait enfermée si leur relation s'apprenait. Queenie, désespérée, s'emporte et quitte Londres pour retrouver Tina, de séjour à Paris. Norbert, contrarié, décide lui aussi de rejoindre Tina et d'en profiter pour retrouver Croyance.
À Paris, Croyance travaille au cirque Arcanus où sont exposés toutes sortes de « monstres ». Parmi eux se trouve Nagini, une Maledictus qui se transforme en serpent, et dont Croyance est proche. Une fois qu'il obtient une information sur sa mère biologique, Croyance déclenche l'évasion de tous les animaux du cirque pour s'enfuir avec Nagini. Tina, présente, ne parvient pas à entrer en contact avec lui. En revanche, elle est interpellée par Yusuf Kama, le dernier membre d'une lignée de « sang-pur », tout comme Croyance qui, selon Kama, serait l'enfant abandonné mentionné par une prophétie trouvée dans Les Prédictions de Tycho Dodonus. À ce titre, Kama prétend donc connaître la véritable identité de l'obscurial. Queenie, incapable de trouver Tina, s'effondre et est recueillie par Vinda Rosier, la seconde de Grindelwald, avant que celui-ci se présente à elle. Il souhaite qu'elle le rejoigne et lui explique que son seul but est d'offrir, à elle comme à tous les sorciers, la liberté de vivre au grand jour et d'aimer librement. Après quoi, Grindelwald laisse Queenie repartir. Pendant ce temps, Croyance retrouve Irma Dugard, qu'il imagine comme étant sa mère, mais qui est la personne qui l'a confié à sa mère adoptive. Elle n'a pas le temps de lui donner plus d'indices : Grimmson les retrouve au même moment et sur ordre de Grindelwald, tue Irma Dugard, avant de s'enfuir sous la fureur de l'obscurial.
Norbert et Jacob arrivent à Paris par un portoloin clandestin et, grâce à ses animaux, retrouvent Yusuf qui les mène à Tina. Les retrouvailles sont plutôt froides. Yusuf, qui pour des raisons inconnues pense devoir tuer Croyance, les enferme. Toutefois, son séjour prolongé dans les égouts l'ayant rendu malade, cela cause son évanouissement et permet l'évasion du trio. Ils se réfugient chez le contact de Dumbledore, qui s'avère être Nicolas Flamel.

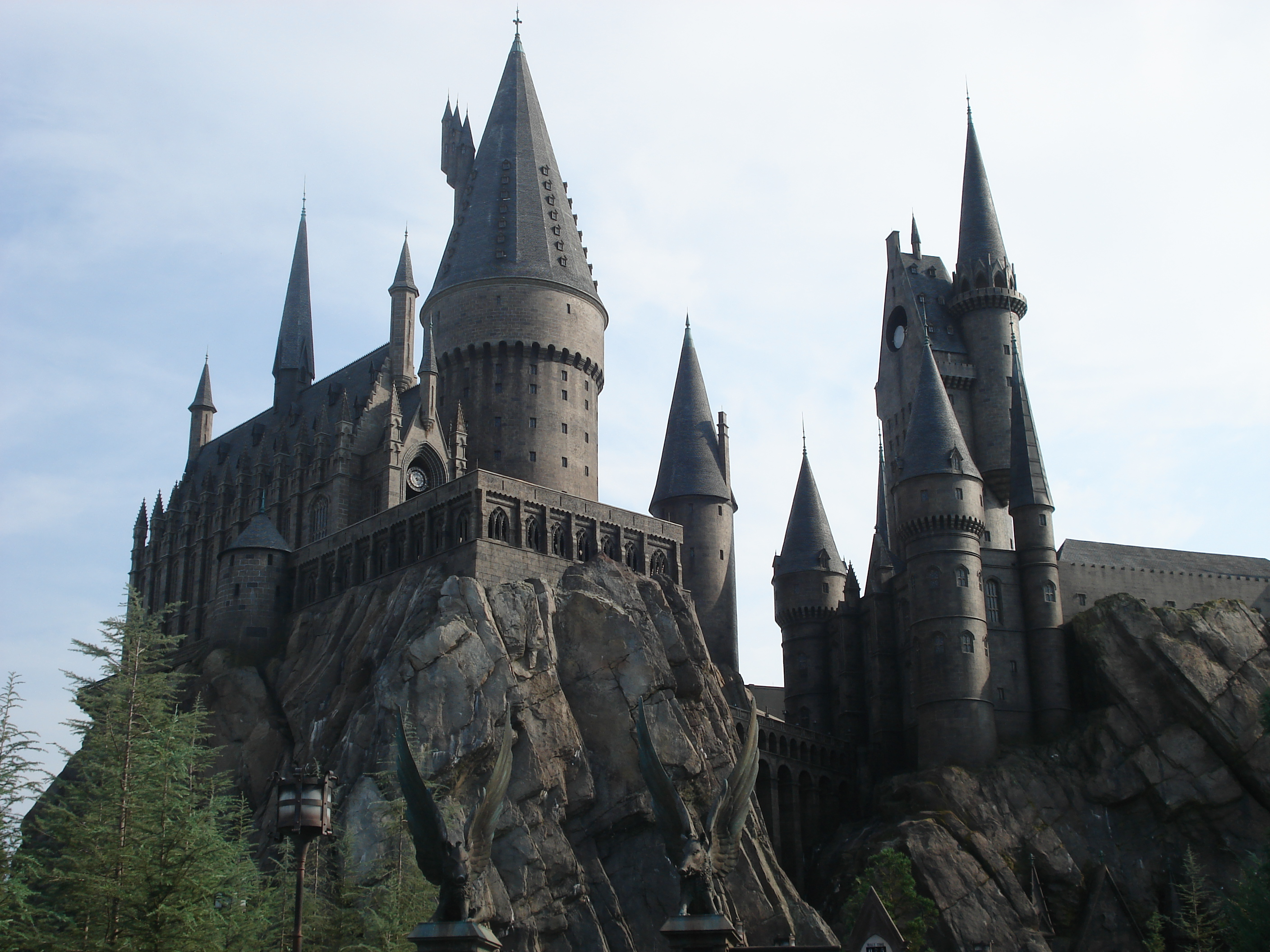
En retournant à Poudlard avec les Aurors, Leta Lestrange se souvient d'un cours de défense contre les forces du Mal dispensé par Dumbledore.

Travers, accompagné d'Aurors, de Thésée Dragonneau et de Leta Lestrange, se rend à Poudlard à la rencontre du professeur Dumbledore. Leta s'éclipse pendant que Travers et Thésée interrompent un cours de défense contre les forces du Mal pour évoquer avec Dumbledore les Prédictions de Dodonus, qui désigneraient l'obscurial, une « fille en chagrin » et un vengeur (que Travers identifie comme étant Norbert Dragonneau sous les ordres de Dumbledore). Travers lui demande de combattre Grindelwald, mais Dumbledore répond avec insistance qu'il en est incapable. En réprimande, Travers le menotte avec des admoniteurs, qui lui permettent d'être informé de tous ses sortilèges lancés, et l'interdit d'enseigner la défense contre les forces du Mal. Lors d'une scène de souvenirs (quatorze ans auparavant), Dumbledore dispense un cours sur les épouvantards à une classe dans laquelle se trouvent les jeunes Norbert et Leta. Cette dernière, même épaulée par Dumbledore, est terrifiée à l'idée d'affronter la créature, qui prend pour elle la forme d'un petit être flottant à l'intérieur d'un voile blanc. De retour en 1927, Leta, qui a préféré s'isoler dans l'une des anciennes salles de cours en attendant les Aurors, est rejointe par Dumbledore. Celui-ci évoque avec elle la mort de son frère, Corvus, qui serait apparemment démentie par la rumeur, en se doutant que cette rumeur doit être la source d'une souffrance supplémentaire pour la jeune femme. Il mentionne douloureusement la mort de sa propre sœur en conseillant à Leta de ne pas s'enfermer dans la solitude et le regret, comme lui-même l'a fait.

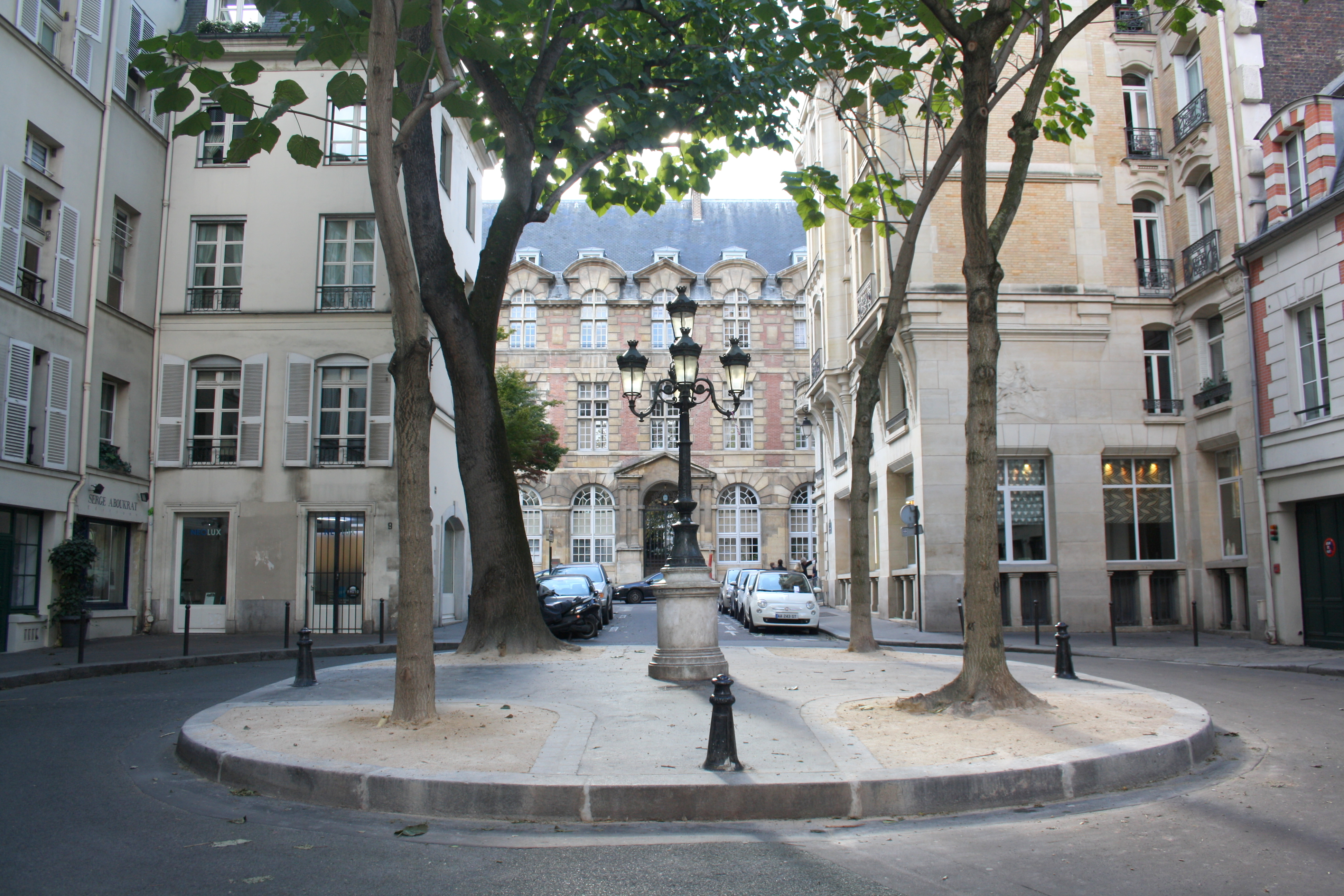
Norbert et Tina se rendent au ministère français par le biais d'une fontaine Wallace située au centre de la place Furstenberg.

À Paris, Norbert et Tina se rendent au ministère français afin de trouver des informations sur Croyance et la famille française des Lestrange aux archives généalogiques. Au cours d'une discussion, Norbert éclaircit sa situation auprès de Tina et en profite pour confier maladroitement ses sentiments pour elle. Leta les rejoint aux archives pour prouver que son frère est bel et bien mort, alors que la rumeur voudrait que ce soit Croyance. Malheureusement, Abernathy a déjà pu récupérer les archives et les a transférées au cimetière du Père-Lachaise sur les ordres de Grindelwald. Les matagots du ministère obligent Norbert, Tina et Leta à s'enfuir. Ils transplanent jusqu'au cimetière.
Là-bas, Norbert, Tina et Leta retrouvent Yusuf, Croyance, Nagini et Jacob (qui via Flamel a découvert où se trouvait Queenie). Leta et Yusuf sont demi-frères, ayant la même mère. Yusuf tente de tuer Croyance, révélant qu'il serait son demi-frère Corvus, le dernier fils des Lestrange, le seul que son père aimait. Leta avoue cependant avoir déjà tué accidentellement Corvus lorsqu'elle était enfant, après l'avoir échangé contre un autre bébé moins bruyant — Croyance — au cours d'un voyage en transatlantique, qui a finalement fait naufrage (le bébé flottant dans le voile était Corvus) et les archives magiques confirment la mort de Corvus. Elle ignore quel était le nom du bébé sauvé qu'ils ont emporté par erreur, laissant Croyance désemparé et sans plus d'indices sur son identité. Ils découvrent qu'une réunion menée par Grindelwald est organisée au cimetière, et que les archives avaient été placées ici afin d'y attirer le jeune homme. Jacob y retrouve Queenie, mais celle-ci ne veut pas partir avant d'avoir écouté Grindelwald. Norbert et Tina comprennent qu'il s'agit d'un piège, avant d'être rejoints par Thésée et ses Aurors.

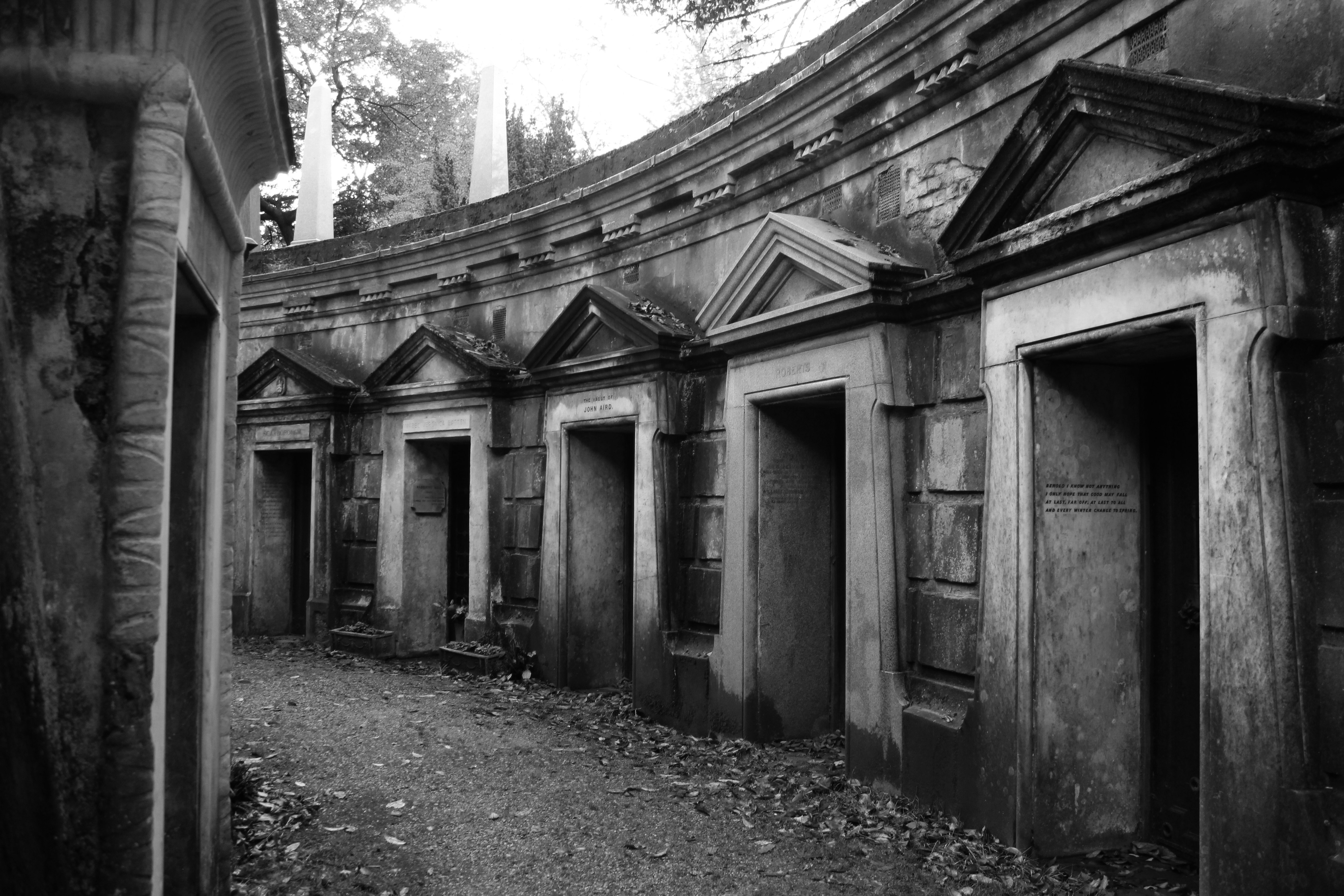
Cimetière de Highgate, où des scènes du cimetière du Père-Lachaise ont été filmées.

Lors de son discours, Grindelwald prévient son public de la venue imminente d'une Seconde Guerre mondiale, et qu'il faut combattre la haine et l'arrogance des Moldus, pour le bien de tous. Il ne souhaite qu'une chose : permettre aux sorciers de vivre libres, heureux, et de connaître l'amour. En jouant avec la colère d'une sorcière de ses rangs, il provoque le meurtre de celle-ci par l'un des Aurors présents, puis disperse alors l'assemblée après avoir chargé ses fidèles de transmettre le message. Il dessine un cercle de flammes magique autour de lui pour que les personnes encore présentes, qui ne l'ont pas encore rejoint, décident de le faire, ou de mourir. De nombreux Aurors tentent de s'enfuir mais sont tous rattrapés par les flammes. Croyance est le premier à rejoindre Grindelwald, persuadé qu'il connaît son identité. Nagini tente de le retenir, en vain. Queenie, convaincue par Grindelwald, tente violemment de persuader Jacob. Celui-ci, convaincu de sa folie, refuse de la suivre et ne parvient pas à la retenir. Comprenant que personne d'autre ne viendra, Grindelwald attaque les frères Dragonneau, avant d'être interrompu par Leta. Celle-ci feint de le rejoindre, puis tente de le tuer pour faire diversion. Elle transmet son amour aux deux frères avant d'être tuée par Grindelwald. Le groupe restant, avec l'aide de Nicolas Flamel, forme un cercle et parvient de justesse à éteindre les flammes qui prennent la forme d'une hydre aux multiples têtes, et qui menacent de détruire la ville. Tous sont anéantis par les pertes, tandis que le niffleur de Norbert est parvenu à dérober une mystérieuse fiole que portait Grindelwald.
À Poudlard, ils retrouvent Dumbledore. Norbert lui montre la fiole, qui contient selon lui un pacte de sang liant Dumbledore et Grindelwald depuis leur adolescence, en les empêchant de se faire du mal. Dumbledore confirme, mais pense pouvoir la détruire.
Au château de Nurmengard en Autriche, chez Grindelwald, Queenie informe celui-ci que Croyance est sujet aux doutes. Grindelwald lui offre alors une baguette magique et lui révèle son identité : Croyance serait Aurelius Dumbledore, traqué par son frère (qu'il ne nomme pas). Apparaît alors pour preuve un phénix, animal lié à la famille Dumbledore. Une fois seul, Croyance teste sa nouvelle baguette, détruisant sans difficulté le flanc des montagnes environnantes.

## Fiche technique
Sauf indication contraire, les informations mentionnées dans cette section peuvent être confirmées par la base de données cinématographiques IMDb,  présente dans la section « Liens externes ».
- Titre : Les Animaux fantastiques : Les Crimes de Grindelwald[21]
- Titre original : Fantastic Beasts: The Crimes of Grindelwald[22]
- Réalisation : David Yates
- Scénario : J. K. Rowling, d'après son livre Les Animaux fantastiques
- Conception de production : Stuart Craig
- Direction artistique : Christian Huband, Martin Foley, Lydia Fry, etc.
- Décors : Anna Pinnock
- Costumes : Colleen Atwood
- Photographie : Philippe Rousselot[23]
- Montage : Mark Day
- Musique : James Newton Howard
- Production : David Heyman, Steven Kloves, J. K. Rowling et Lionel Wigram
  - Production déléguée : Neil Blair, Tim Lewis, Danny Cohen et Rick Senat
- Sociétés de production : Heyday Films ; Warner Bros. (coproduction)
- Société de distribution : Warner Bros.
- Budget : 200 000 000 $[24]
- Pays de production :  États-Unis,  Royaume-Uni
- Langue originale : anglais
- Format : couleur - 2,39:1 - son DTS / Dolby Atmos
- Genre : aventure, fantastique
- Durée : 133 minutes (version cinéma)[25] / 141 minutes (version longue)[25]
- Dates de sortie :
  - France : 8 novembre 2018 (avant-première mondiale à Paris)[26]
  - France, Belgique : 14 novembre 2018[27],[26]
  - États-Unis, Royaume-Uni, Canada: 16 novembre 2018[26],[28]
- Classification :
  - États-Unis : PG-13
  - France : tous publics au cinéma, déconseillé aux moins de 10 ans à la télévision[29]
  - Canada : tous publics

## Distribution
Sauf indication contraire, les informations mentionnées dans cette section peuvent être confirmées par la base de données cinématographiques IMDb,  présente dans la section « Liens externes ».
- Eddie Redmayne (VF : Théo Frilet ; VQ : Xavier Dolan) : Norbert Dragonneau
- Katherine Waterston (VF : Pascale Chemin ; VQ : Éveline Gélinas) : Tina Goldstein
- Dan Fogler (VF : Laurent Maurel ; VQ : Tristan Harvey) : Jacob Kowalski
- Alison Sudol (VF : Marie Diot ; VQ : Catherine Brunet) : Queenie Goldstein
- Ezra Miller (VF : Gauthier Battoue ; VQ : Nicolas Bacon) : Croyance (Credence) Bellebosse
- Johnny Depp (VF : Bruno Choël ; VQ : Gilbert Lachance) : Gellert Grindelwald
- Zoë Kravitz (VF : Olivia Luccioni ; VQ : Rachel Graton) : Leta Lestrange
- Jude Law (VF : Alexis Victor ; VQ : Maël Davan-Soulas) : Albus Dumbledore
- Callum Turner (VF : Julien Allouf ; VQ : Frédérik Zacharek) : Thésée Dragonneau
- Claudia Kim (VF : Geneviève Doang ; VQ : Julie Beauchemin) : Nagini
- William Nadylam (VF : lui-même ; VQ : Iannicko N'Doua) : Yusuf Kama
- Brontis Jodorowsky (VF : lui-même ; VQ : Marc Bellier) : Nicolas Flamel
- Kevin Guthrie (VQ : Hugolin Chevrette-Landesque) : Abernathy
- Carmen Ejogo (VF : Annie Milon ; VQ : Hélène Mondoux) : Séraphine Picquery
- Wolf Roth (VF : Michel Ruhl ; VQ : Jean-Marie Moncelet) : Rudolph Spielman
- Derek Riddell (VF : Arnaud Bedouët ; VQ : François Trudel) : Torquil Travers
- Cornell John : Arnold Guzman
- Ingvar E. Sigurðsson : Grimmson
- Poppy Corby-Tuech (VF : elle-même ; VQ : Laurence Dauphinais) : Vinda Rosier
- Joshua Shea (VF : Théo Frilet) : Norbert, adolescent
- Thea Lamb (VF : Pauline Ziadé) : Leta Lestrange, adolescente
- Fiona Glascott : Minerva McGonagall jeune
- Ólafur Darri Ólafsson : Skender
- Victoria Yeates (VF : Pascale Mompez ; VQ : Manon Leblanc) : Bunty
- Danièle Hugues (VF : elle-même ; VQ : Johanne Garneau) : Irma Dugard
- Jamie Campbell Bower : Gellert Grindelwald jeune
- Toby Regbo : Albus Dumbledore jeune

 Source et légende : version française (VF) sur RS Doublage et AlloDoublage
Version québécoise (VQ) sur Doublage.qc.ca

Photos des acteurs principaux
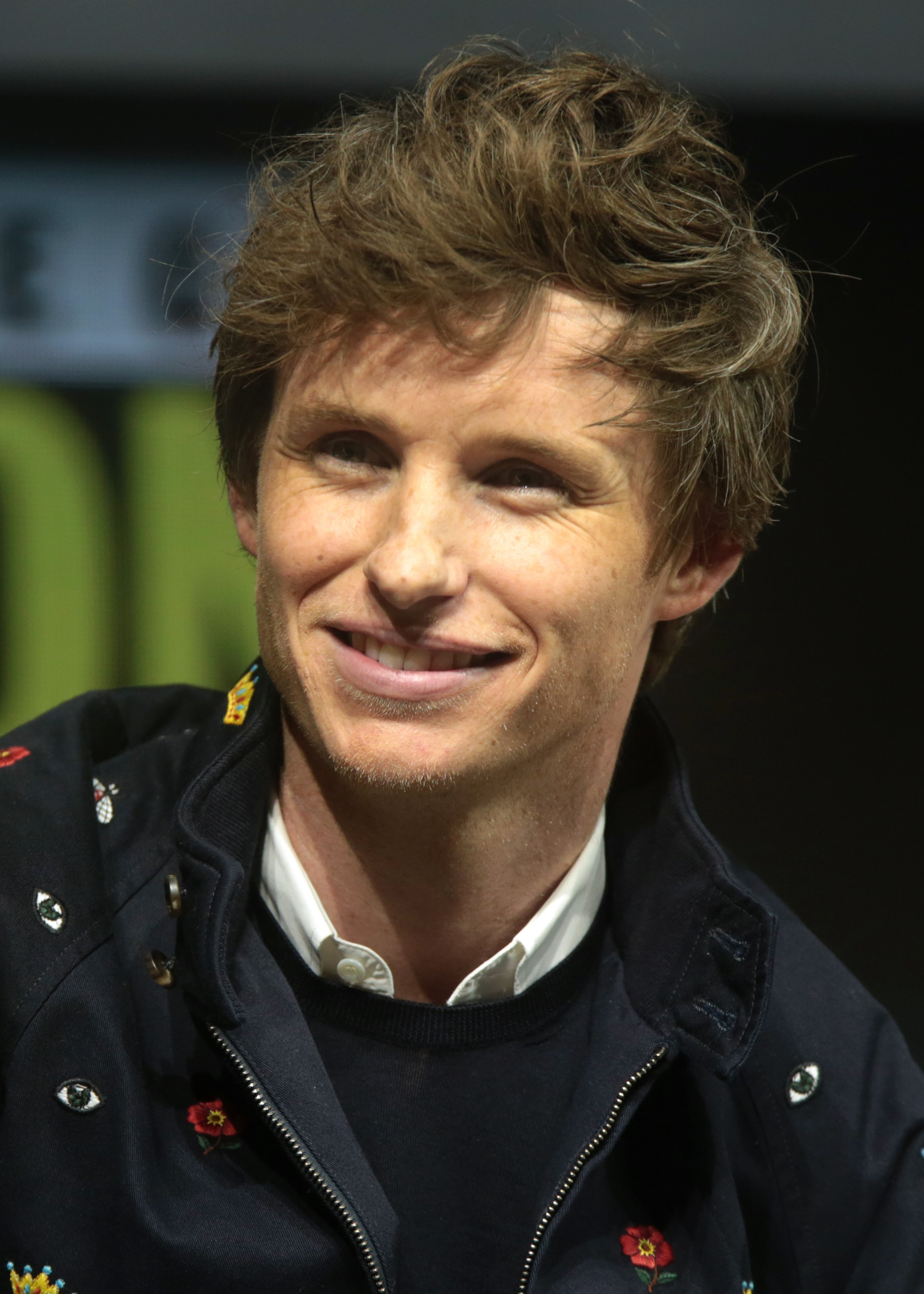
Eddie Redmayne dans le rôle de Norbert Dragonneau
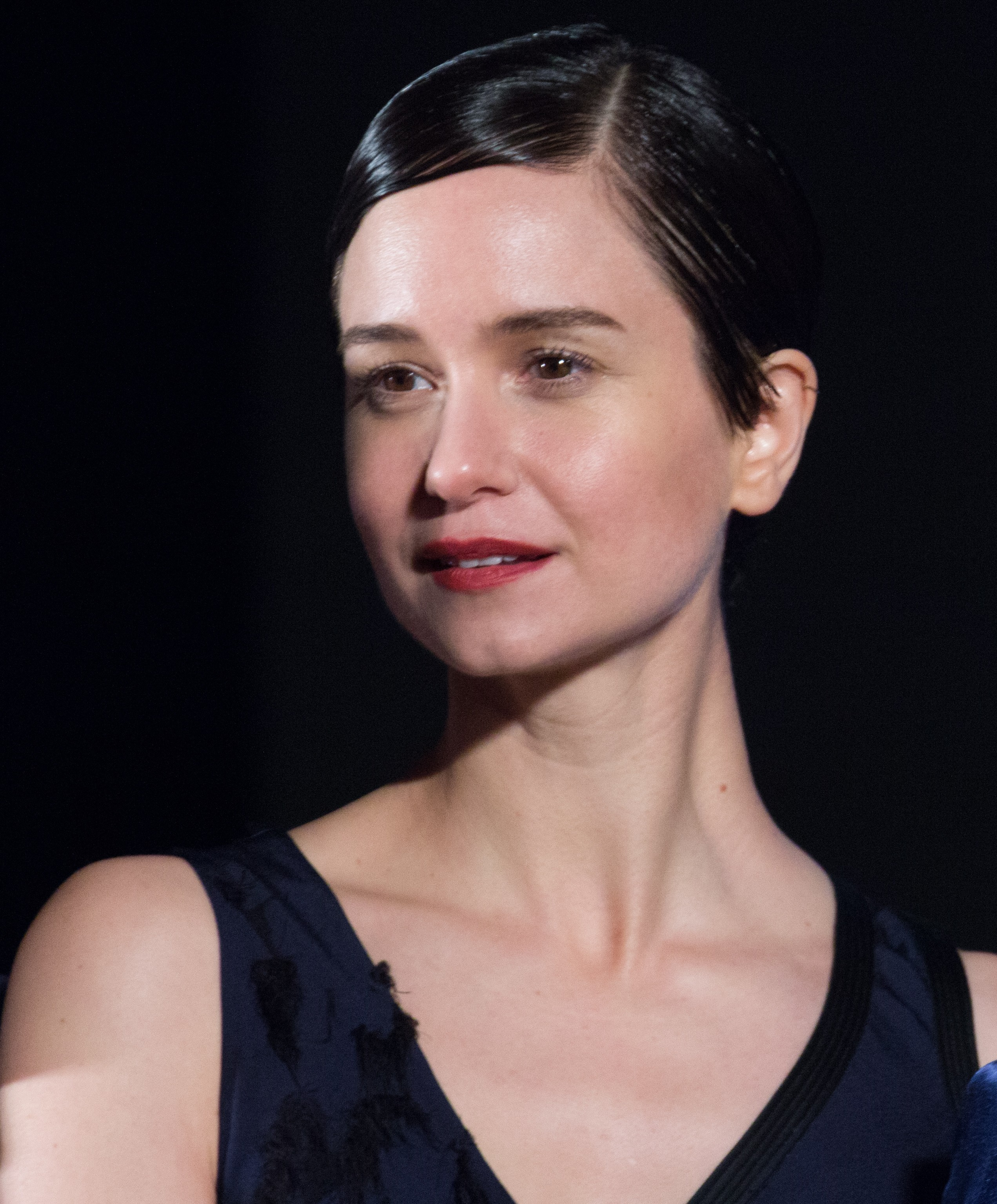
Katherine Waterston dans le rôle de Tina Goldstein
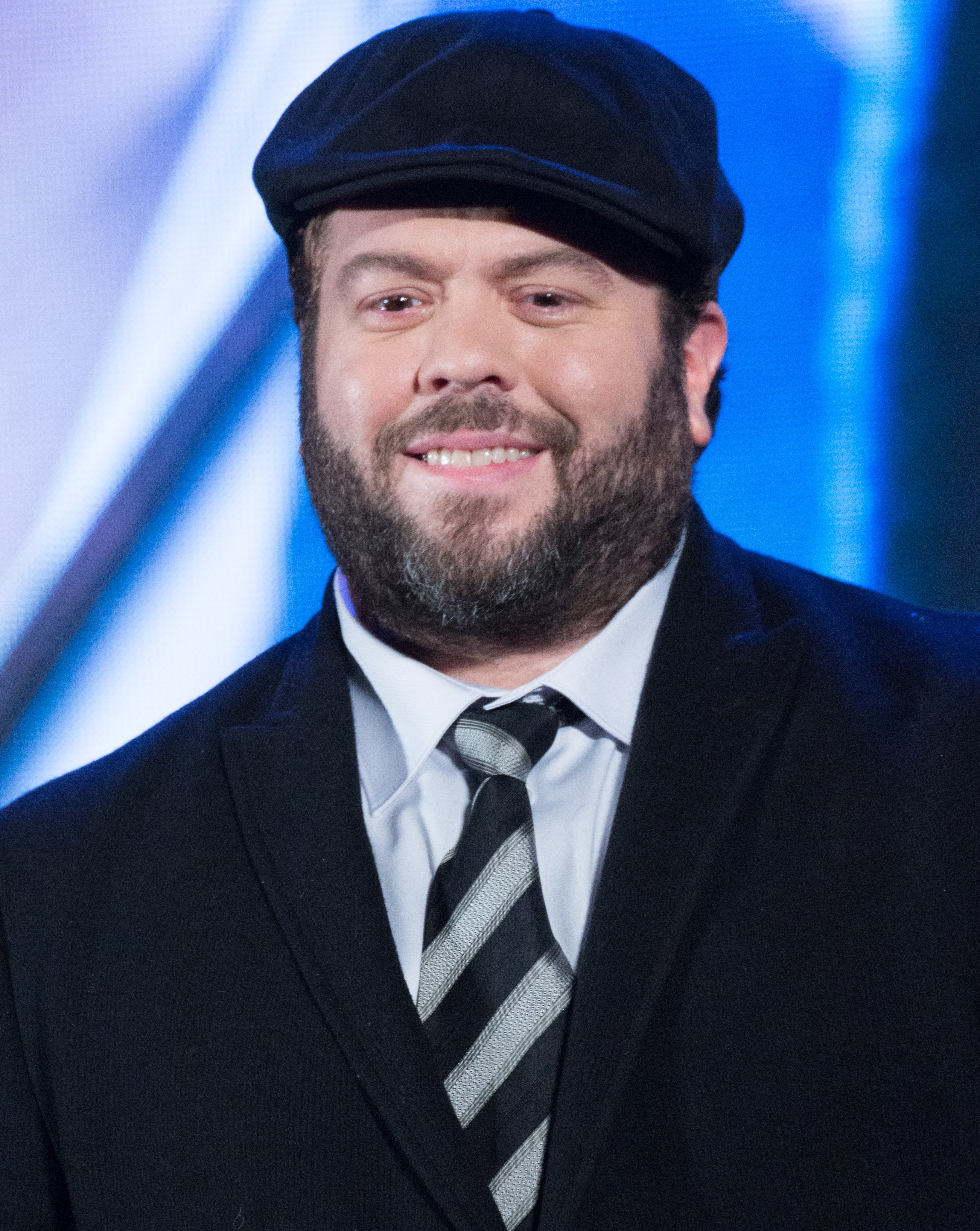
Dan Fogler dans le rôle de Jacob Kowalski
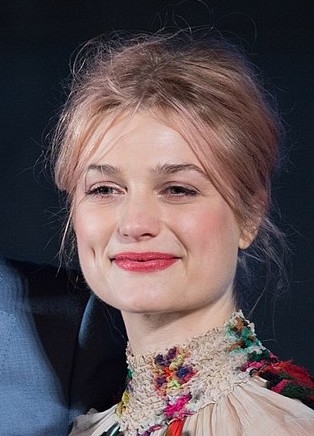
Alison Sudol dans le rôle de Queenie Goldstein
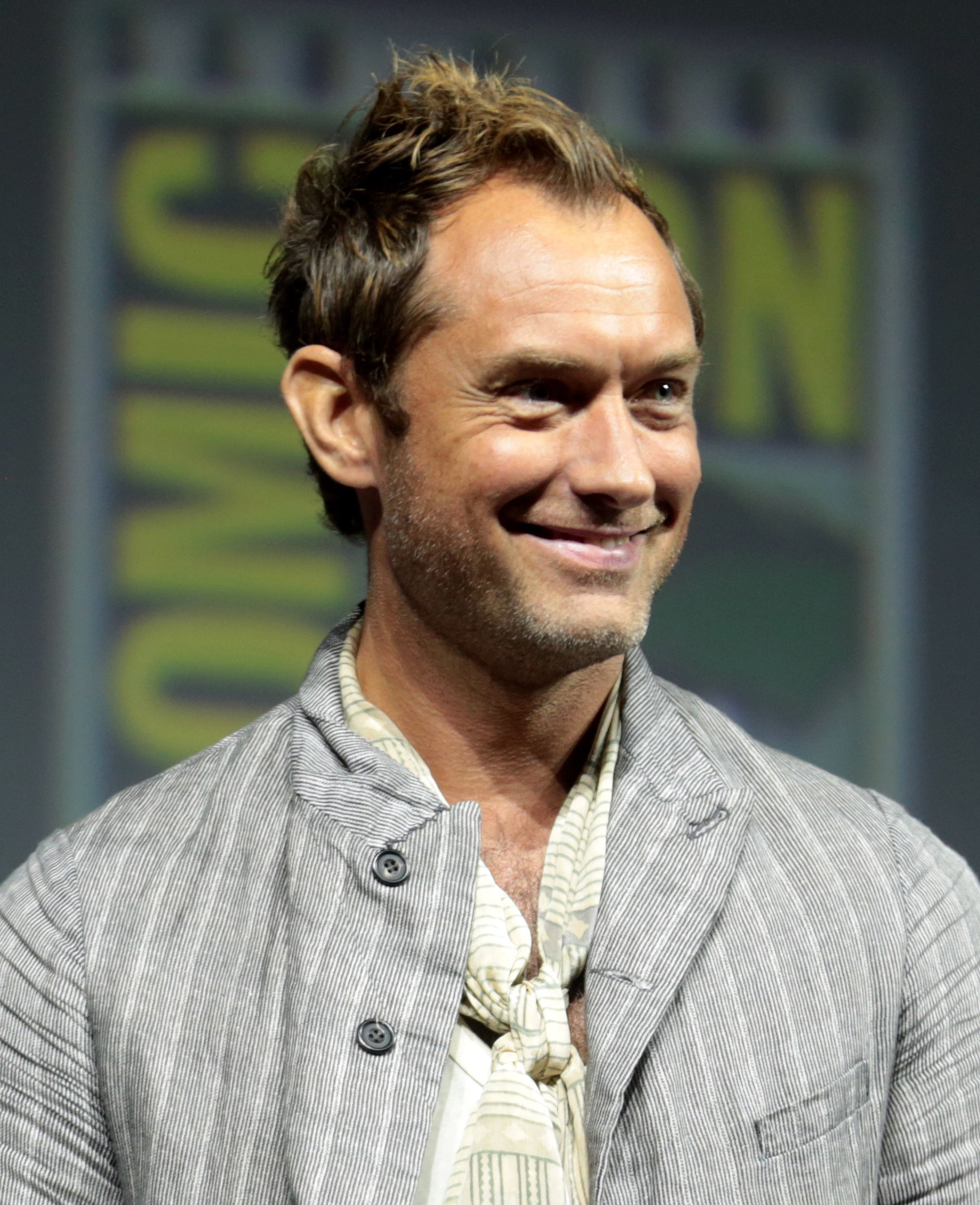
Jude Law dans le rôle d'Albus Dumbledore
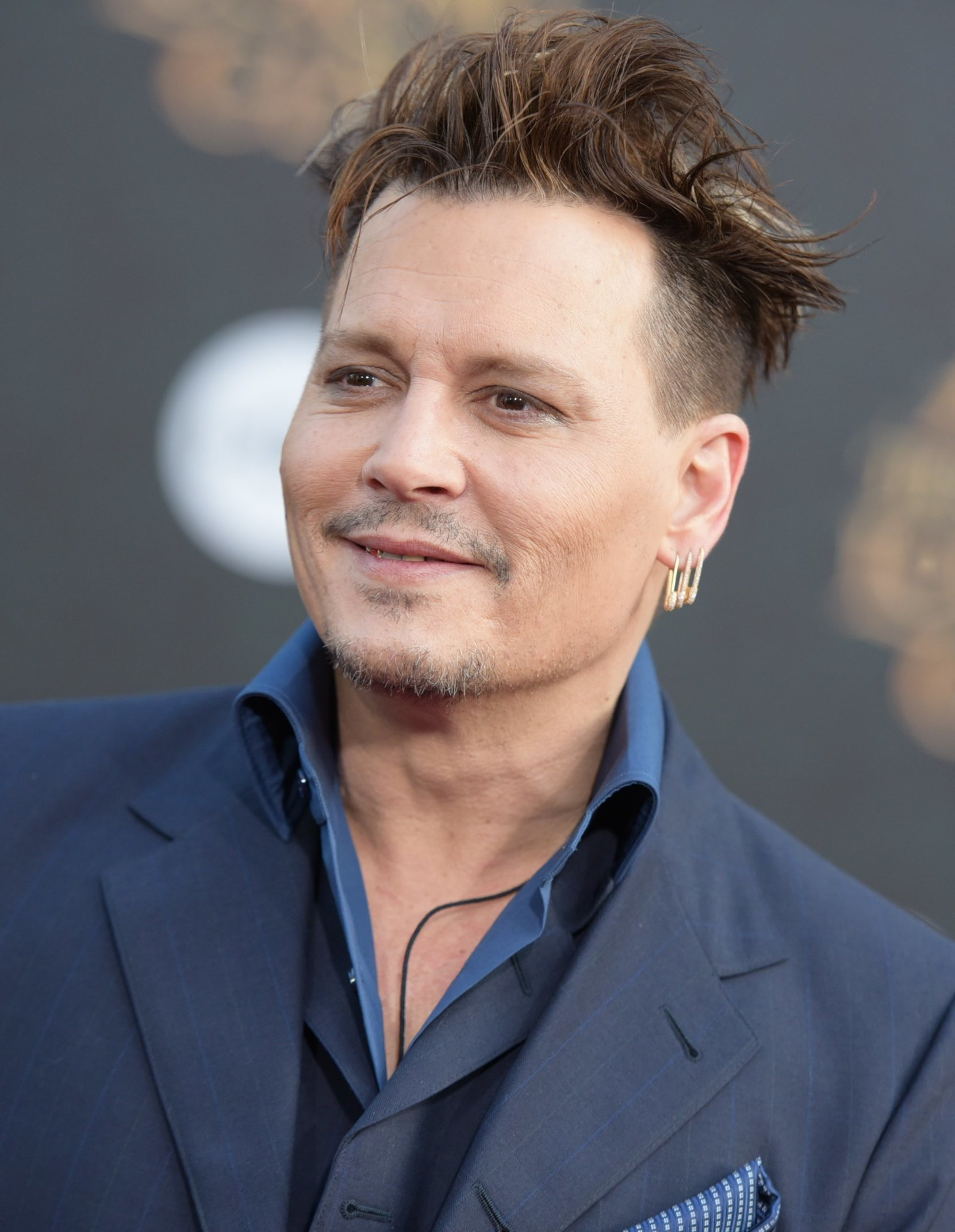
Johnny Depp dans le rôle de Gellert Grindelwald
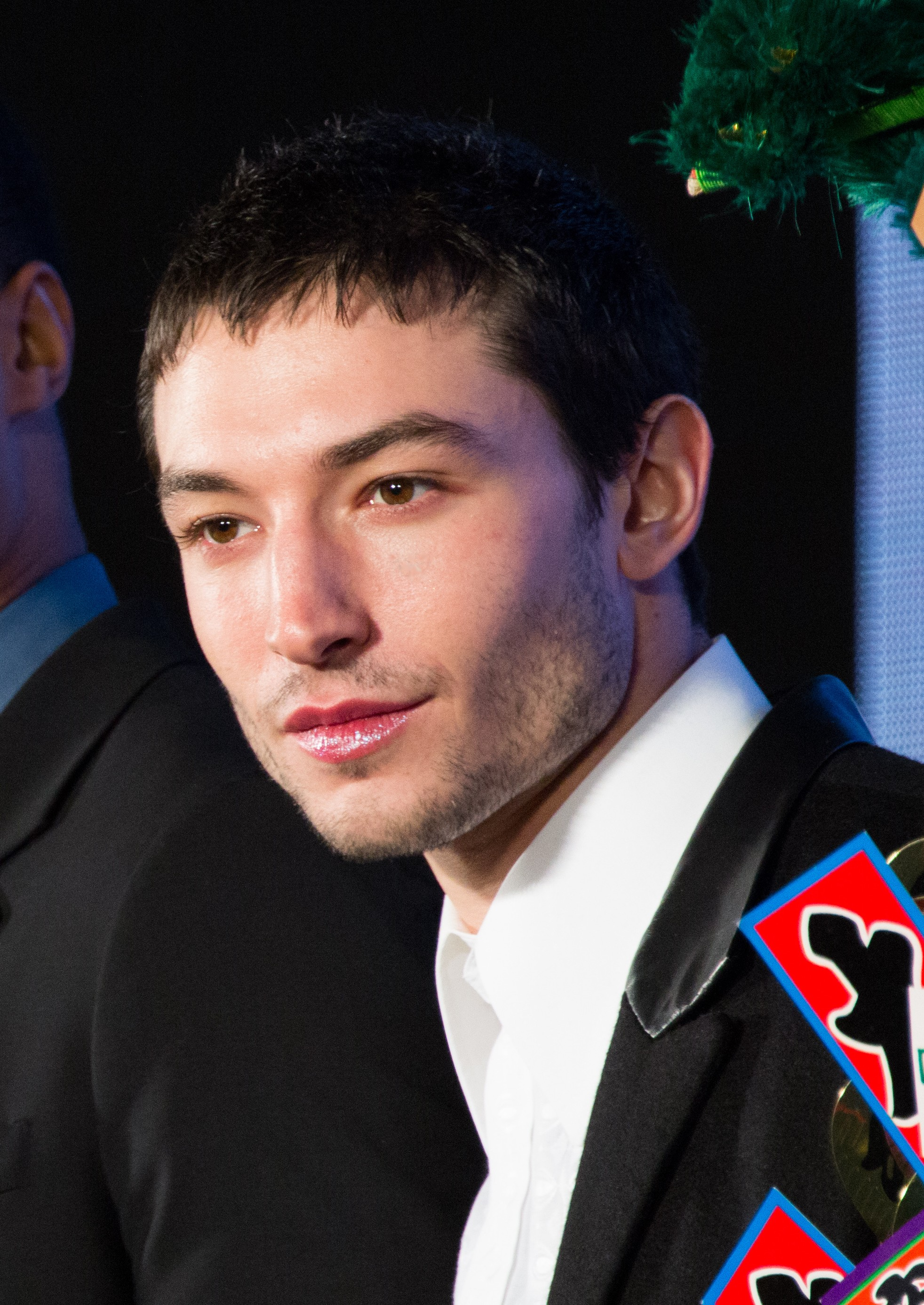
Ezra Miller dans le rôle de Croyance Bellebosse
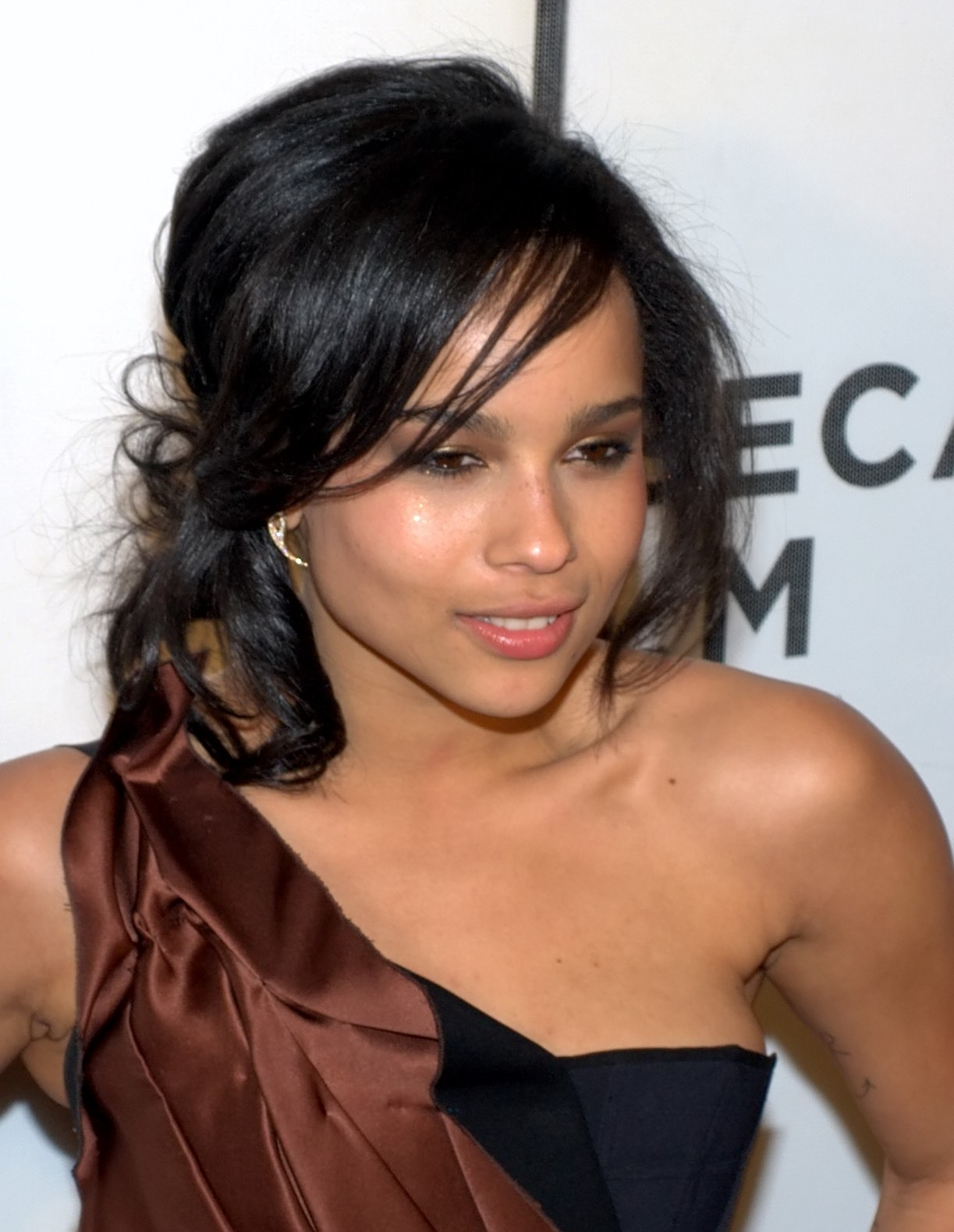
Zoë Kravitz dans le rôle de Leta Lestrange
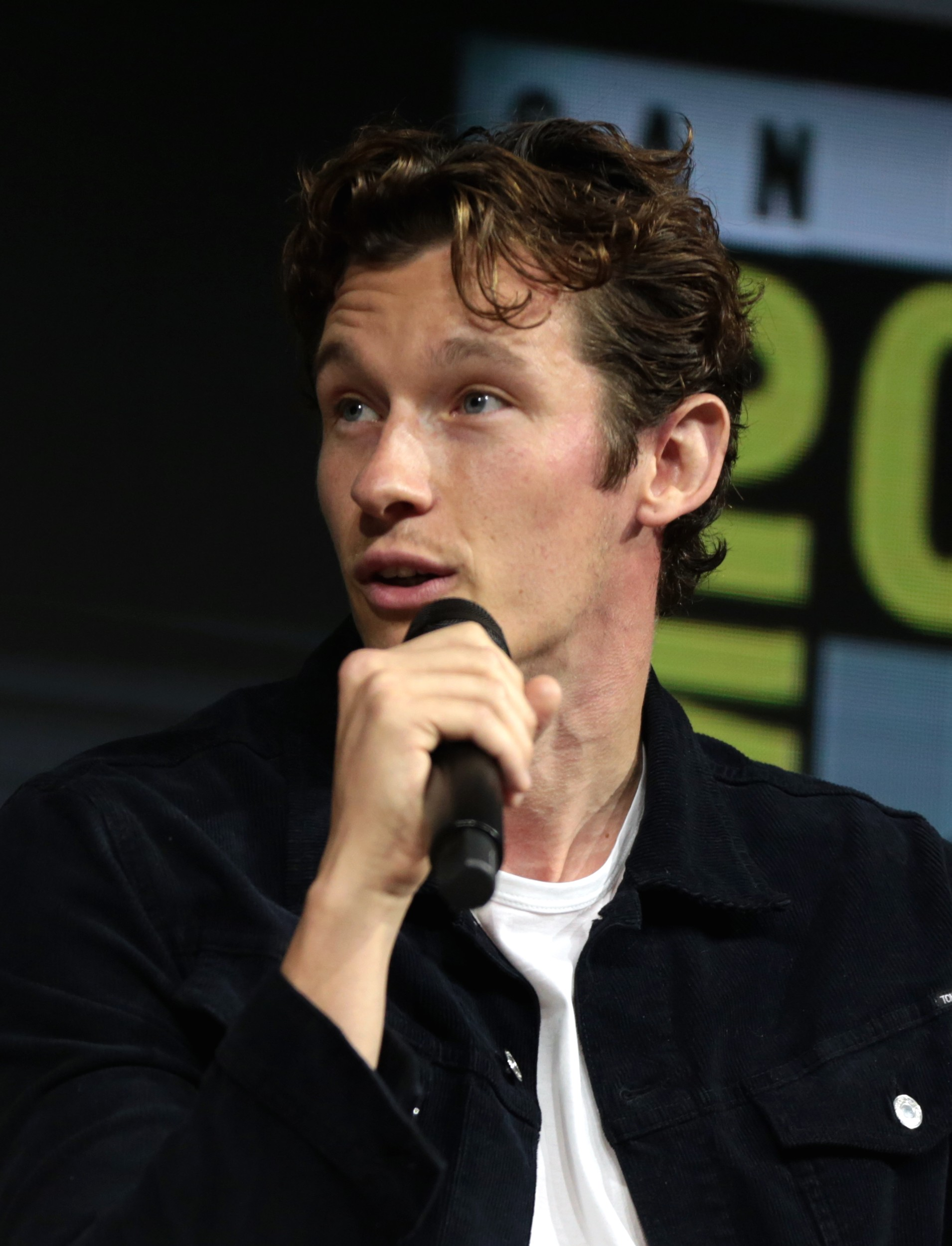
Callum Turner dans le rôle de Thésée Dragonneau
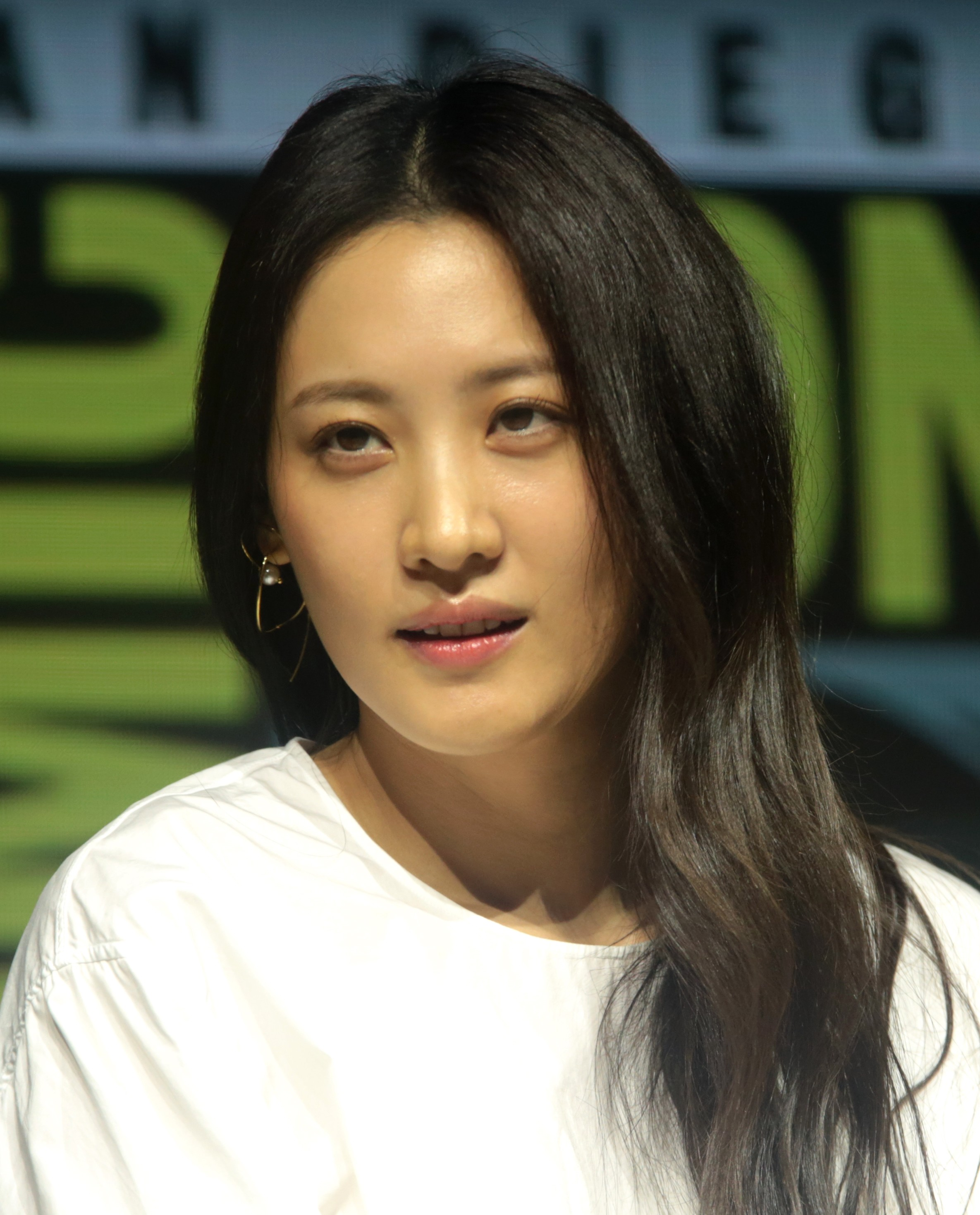
Claudia Kim dans le rôle de Nagini
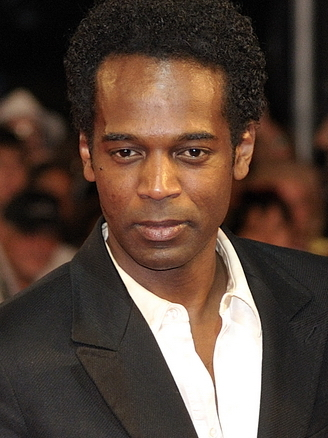
William Nadylam dans le rôle de Yusuf Kama

## Production

### Développement et scénario
En octobre 2016, il est signalé que la série comprendra cinq films, tous réalisés par David Yates, et que le deuxième se déroulera dans une autre capitale mondiale. Yates ajoute que ce deuxième opus sera « très différent » du premier.
En juillet 2016, David Yates a confirmé que J. K. Rowling avait écrit le scénario pour le deuxième film et avait ses idées pour le troisième : « C'est un développement très intéressant que nous commençons. Le travail se construit autour d'elle ».
L'histoire commencera en 1927, quelques mois après le dénouement du film précédent et l’arrestation du personnage de Grindelwald. Le film présentera de nouveaux personnages et le producteur David Heyman précise en janvier 2018 que l'intrigue suivra plusieurs de ces personnages dans des endroits différents : essentiellement à Paris où les principaux personnages se rendent dans le but premier d'y retrouver Croyance Bellebosse, mais également à Londres et à New York. Selon Heyman, le film contera « une histoire emplie d’amour et de passion sous toutes leurs formes — paternelles, romantiques et politiques ».
Les curriculum vitæ de quatre actrices secondaires indiquent que le ministère de la Magie français sera matérialisé, et une affiche publicitaire fictive, créée par l’équipe de designers de la franchise, MinaLima, indique qu'un cirque nommé « Arcanus » sera visible dans certaines scènes et que le personnage de Maledictus — « attraction principale » dudit cirque — fera sa première apparition.
Contrairement à son prédécesseur, ce deuxième film ne sera pas centré sur les créatures fantastiques, mais celles-ci seront néanmoins « très largement présentes » selon Heyman. L'acteur principal Eddie Redmayne évoque quant à lui le retour du niffleur et du botruc Pickett, ainsi que l’introduction d'une « formidable créature chinoise ».
Début juin 2017, les studios recherchent cinq acteurs adolescents pour interpréter les jeunes Norbert Dragonneau, Leta Lestrange, Gellert Grindelwald et Albus Dumbledore, ainsi qu'un autre personnage nommé Sebastian. Cette annonce sous-entend que des scènes de souvenirs seront tournées, montrant un ou plusieurs événements de la jeunesse de ces personnages.
Le réalisateur précise que le lien entre les histoires de Harry Potter et de Norbert Dragonneau s'accentuera au fur et à mesure de l'évolution de la saga. Ainsi, le site Pottermore annonce en octobre 2017 que le personnage de Nicolas Flamel, créateur de la pierre philosophale dans l'histoire de Harry Potter à l'école des sorciers, apparaîtra pour la première fois à l'écran dans Les Animaux fantastiques 2 et l'actrice Zoë Kravitz, qui interprète Leta Lestrange, confirme en décembre 2017 que son personnage est effectivement apparenté à celui de Bellatrix Lestrange, principal soutien de Voldemort dans les années 1990. La troisième bande annonce du film montre que le personnage de Maledictus serait Nagini, le futur serpent de Voldemort. Fin octobre 2018, J. K. Rowling précise avoir eu une « opportunité incroyable » de raconter des passages n'ayant jamais été intégrés aux livres originaux, en pensant notamment à « un personnage que les fans seraient surpris de rencontrer dans ce film ». Quelques jours plus tard, il est annoncé que le personnage de Minerva McGonagall fera également son apparition dès ce deuxième film. La production ne donne cependant pas de détails supplémentaires sur l’année fictive où elle est censée être introduite : l'interprète (Fiona Glascott) est âgée de 35 ans tandis que le personnage n'est pas censé être né à l'époque où Dumbledore est encore le professeur de Norbert (scènes de souvenirs), ni plus tard en 1927.

### Attribution des rôles

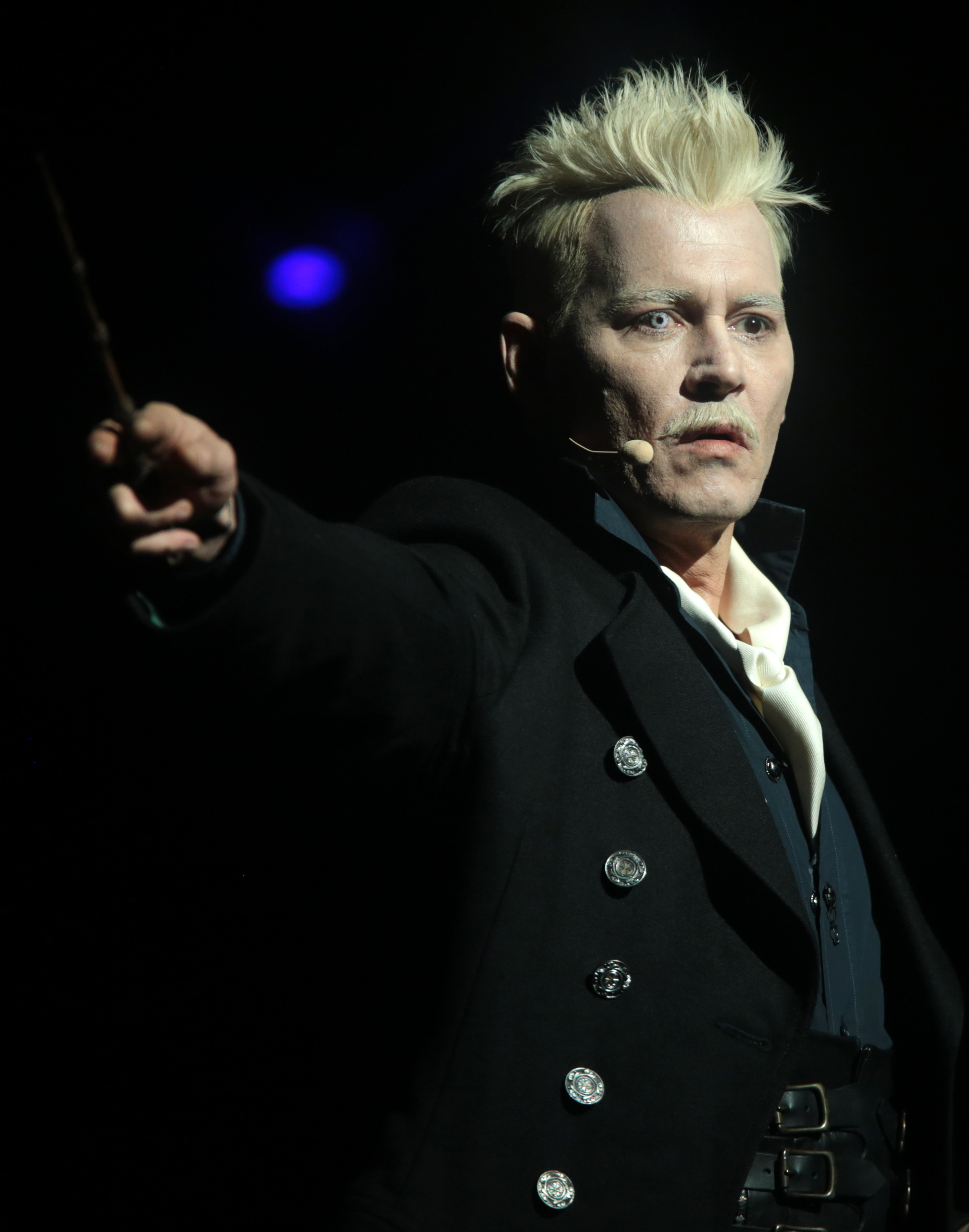
Johnny Depp incarne Gellert Grindelwald.

En novembre 2016, il est annoncé que Johnny Depp, apparu brièvement à la fin du premier film, reprendra son rôle de Gellert Grindelwald dans le 2e opus. La possibilité de remplacer l’acteur a cependant été envisagée par la production, à la suite d'accusations de violences conjugales en mai 2016 et aux « questions et inquiétudes légitimes des fans » vis-à-vis du choix de poursuivre la saga avec l'acteur mis en cause. David Yates a justifié par la suite ce choix : « Quelle que soit l’accusation à son encontre, elle ne correspond en aucune manière au genre d’être humain avec lequel je travaille ». J. K. Rowling a ajouté : « En nous basant sur ce que nous connaissons de la situation, les producteurs et moi-même sommes […] à l’aise avec cette décision originelle […]. Nous devons tous faire ce que nous pensons être juste ».

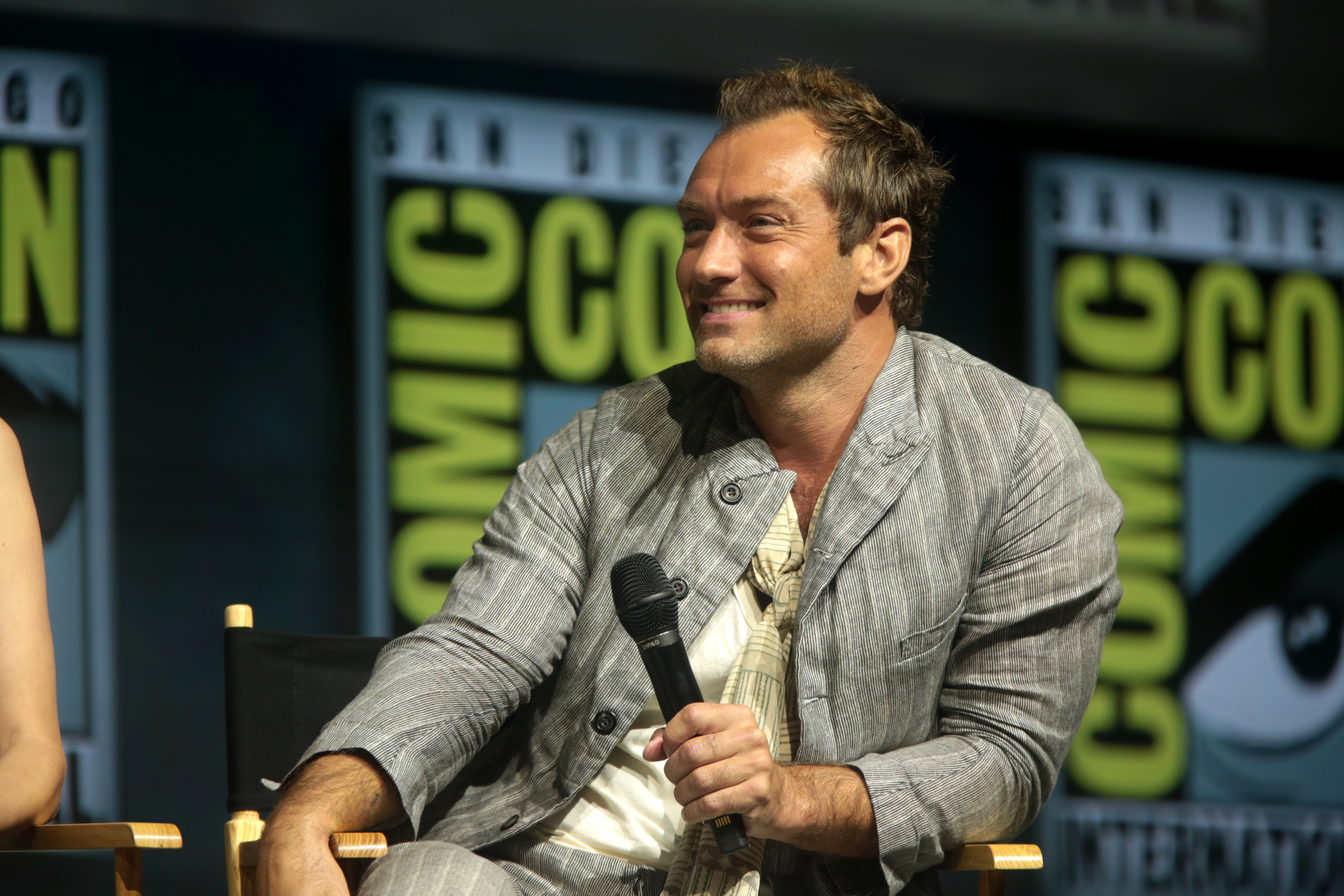
Jude Law (interprète de Dumbledore) lors de la promotion du film au Comic-Con.

Les acteurs Christian Bale, Benedict Cumberbatch et Jared Harris (fils de Richard Harris, premier interprète du directeur de Poudlard dans les deux premiers films de la saga Harry Potter) ont été envisagés pour interpréter le rôle d'Albus Dumbledore jeune à partir du deuxième épisode,. En avril 2017, Jude Law est finalement choisi pour incarner le personnage, qui est à cette époque simple enseignant à l'école de magie britannique.
En juillet 2017 est annoncé que Zoë Kravitz interprétera Leta Lestrange, rejointe par Callum Turner (qui interprétera le frère de Norbert Dragonneau), la Sud-Coréenne Claudia Kim, le Français William Nadylam et l'Islandais Darri Ólafsson dans le rôle d'un propriétaire de cirque.
Pottermore annonce en octobre 2017 que le personnage de Nicolas Flamel sera interprété par l'acteur franco-chilien Brontis Jodorowsky. De son côté, l'acteur Omar Sy précise au cours d'une émission politique en novembre 2017 qu'il a refusé de jouer dans Les Animaux fantastiques 2 en raison d'un rôle proposé trop proche d'un autre rôle qu'il avait déjà interprété. Un visuel, dévoilé en novembre 2017, confirme que la plupart des acteurs du premier film — Katherine Waterston (Tina Goldstein), Alison Sudol (Queenie Goldstein), Dan Fogler (leur ami non magicien Jacob Kowalski) et Ezra Miller (Croyance Bellebosse, l'obscurial dont le destin était resté très incertain après sa désintégration par les Aurors à la fin du premier film) — seront présents autour d'Eddie Redmayne (Norbert Dragonneau), Johnny Depp et Jude Law. Un article du magazine Entertainment Weekly précise en juillet 2018 que le rôle de Norbert Dragonneau adolescent sera interprété par l'acteur Joshua Shea dans les scènes de souvenirs. Le rôle de Leta Lestrange adolescente sera quant à lui interprété par Thea Lamb.
La bande annonce finale du film, diffusée en septembre 2018, dévoile que Toby Regbo et Jamie Campbell Bower reprennent respectivement leur rôle de Dumbledore et Grindelwald adolescents (caméos), qu'ils avaient déjà interprétés très brièvement dans Harry Potter et les Reliques de la Mort. À cette date, ce sont les seuls acteurs à interpréter un même rôle pour les deux séries.
Début novembre 2018, il est annoncé que Minerva McGonagall sera interprétée par l'actrice Fiona Glascott. Le personnage apparaît très brièvement à l'écran en tant que jeune professeur dans les années 1910, où elle réprimande Leta Lestrange adolescente, ainsi qu'en 1927 où elle prend en charge un groupe d'élèves que lui confie Dumbledore.

### Tournage

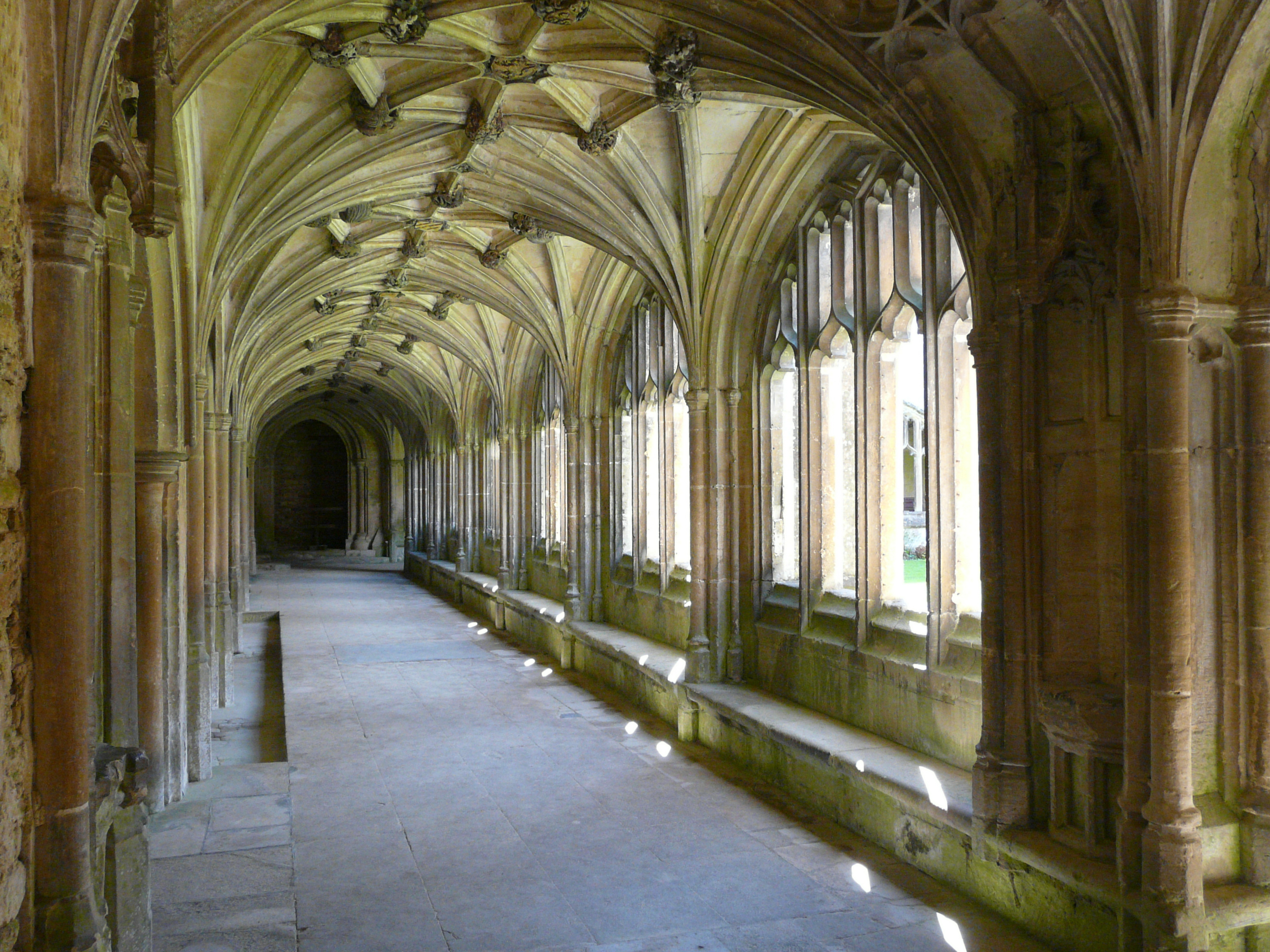
Abbaye de Lacock.

Le tournage de la deuxième partie a débuté le 3 juillet 2017 et s'est terminé le 20 décembre 2017.
Comme pour le film précédent, une grande partie des décors de ville d'époque (Paris dans les années 1920 pour cet épisode) est reproduite au sein des studios Leavesden, sur une surface de près d'un kilomètre de long : c'est le cas notamment de la place cachée de Montmartre, entièrement construite dans le style Belle Époque pour les besoins du film :

« On a […] demandé de l’aide à un documentaliste professionnel qui a réuni d’importantes archives visuelles pour que notre Paris ressemble bien au Paris de 1927. Il a notamment déposé une suie noire sur les bâtiments, résultant de la pollution de l'air liée au chauffage urbain au charbon très répandu à l'époque. »

— Stuart Craig
Le ministère des Affaires Magiques est également construit en studios. Quelques scènes sont néanmoins tournées dans la capitale française. Parmi les autres lieux de tournage connus figurent l'abbaye de Lacock en Angleterre (Poudlard) et le cimetière victorien de Highgate à Londres (scènes du cimetière Lachaise, à l'exception de l'amphithéâtre souterrain partiellement construit en studio).

### Musique
Comme pour le film précédent, la musique est composée par James Newton Howard. L'album, édité par WaterTower Music, sort le 9 novembre 2018, soit près d'une semaine avant la sortie du film.

## Accueil

### Promotion
Le 15 novembre 2017, le compte Twitter officiel du film publie une photo représentant deux baguettes magiques : la baguette de sureau, appartenant à Grindelwald en 1927, et une seconde baguette qui appartiendrait donc à Dumbledore, avant que celui-ci acquière celle de son adversaire. Le lendemain, soit un an jour pour jour avant la sortie du film aux États-Unis, est annoncé le titre officiel : Les Crimes de Grindelwald, et une première image officielle est publiée, regroupant les principaux personnages,.
Courant décembre 2017, plusieurs photos promotionnelles extraites des Crimes de Grindelwald sont mises en ligne. Le magazine Total Film dévoile ainsi une nouvelle photographie montrant Norbert progressant dans une rue de Paris en compagnie de Jacob. Une photo dévoilée par Empire Magazine montre Norbert et Tina se tenant devant des casiers numérotés. Deux autres photos montrent Dumbledore dispensant un cours dans une salle de classe de Poudlard, ainsi que Grindelwald dans une rue en compagnie de l'une de ses complices, Vinda Rosier,.

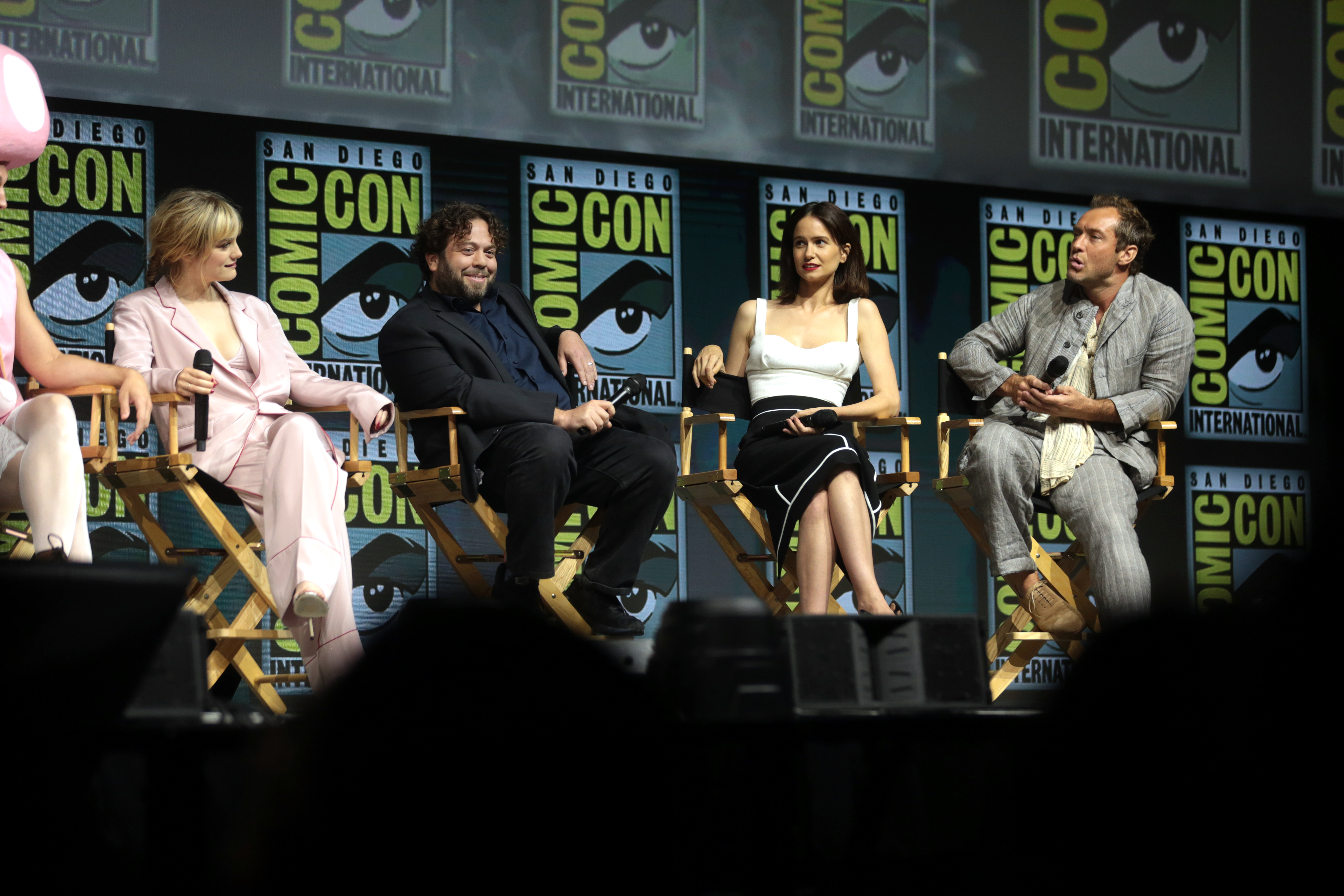
Alison Sudol, Dan Fogler, Katherine Waterston et Jude Law au Comic-Con en juillet 2018.

Le 13 mars 2018 est dévoilée une première affiche officielle du film, montrant Norbert Dragonneau et Albus Dumbledore dos à dos et baguette en main, ainsi qu'une première bande annonce d'environ deux minutes. Cette dernière donne un aperçu de l'école Poudlard durant les années 1920, du cirque Arcanus (prenant place finalement à Paris) ainsi que, vraisemblablement, du ministère de la Magie parisien (dont l’architecture en verrière rappelle celle du Grand Palais,). Dumbledore est interrogé au sujet du déplacement de Norbert Dragonneau vers Paris. Le spectateur aperçoit également Grindelwald et Rosier au centre d'une assemblée, puis Norbert rejoignant Dumbledore au sommet de la cathédrale Saint-Paul de Londres. Norbert invite Jacob à l'accompagner pour un voyage, tandis que Croyance Bellebosse et Maledictus s'exercent à contrôler l'obscurus du haut d'un toit parisien. Les dernières images montrent Norbert et son frère Thésée s'unissant pour lancer un sortilège, puis Dumbledore confiant à Norbert qu'il ne peut défier lui-même Grindelwald.
À l'occasion de l’annonce de la publication du scénario (prévue pour le 15 novembre 2018 en français), les graphistes Miraphora Mina et Eduardo Lima — responsables du dessin de la couverture du livre — ont précisé que l'esthétique Art nouveau serait très forte dans ce film, que ce soit au niveau des costumes, de l'architecture ou des couleurs.
Une deuxième bande annonce officielle est diffusée le 22 juillet 2018 lors du Comic-Con international de San Diego. Elle reprend quelques passages de la première bande annonce auxquels sont ajoutées de nouvelles images, notamment Norbert Dragonneau adolescent aux côtés de Dumbledore à Poudlard, Dumbledore apercevant Grindelwald dans un miroir (qui semble être le miroir du Riséd), Leta Lestrange échangeant quelques mots avec Norbert, et Jacob Kowalski faisant la rencontre de Nicolas Flamel.
Le 25 septembre 2018, une troisième bande annonce est diffusée, révélant notamment que le personnage de Maledictus, qui se transforme en serpent, répond également au nom de « Nagini ». Cela confirme donc la théorie de nombreux fans selon laquelle Maledictus serait destinée à se transformer définitivement pour devenir le fidèle allié de Voldemort plusieurs décennies plus tard.
Huit jours avant l'avant-première parisienne, les graphistes Eduardo Lima et Miraphora Mina dévoilent au magazine Le Point un plan de la capitale française avec la localisation des principaux lieux de l’intrigue.

### Sortie
Les Crimes de Grindelwald est diffusé en avant-première mondiale le 8 novembre 2018 à Paris, à l’UGC Ciné Cité Bercy, en présence notamment des acteurs principaux, du réalisateur David Yates, du producteur David Heyman et de J. K. Rowling,,,.
La date de sortie du film est fixée pour le 14 novembre 2018, notamment en France et en Belgique. Il sort ensuite le 15 novembre 2018 dans la plupart des pays, puis le 16 novembre 2018 aux États-Unis et au Royaume-Uni.

### Box-office
- Mondial : 654 855 901 $[96]
- États-Unis -  Canada : 159 555 901 $[96]
- France : 4 036 279 entrées / 34 200 000 $[24]

Le film est exploité jusqu'au 24 février 2019, soit quatorze semaines. Ses résultats sont globalement plus faibles que les précédents : il arrive à la 125e place du box-office historique mondial après la fin de son exploitation et devient en 2019 le film de la franchise du monde des sorciers ayant obtenu les résultats les plus faibles (détenus auparavant par Harry Potter et le Prisonnier d'Azkaban). En France, cependant, Les Crimes de Grindelwald obtient un meilleur score que Les Animaux fantastiques, avec plus de 5 millions de dollars de recettes supplémentaires,.

### Critiques
Le film obtient un bon accueil auprès des spectateurs en France avec une note de 3,8/5 sur Allociné pour 4 700 avis. Il obtient une note de 6,7/10 sur Internet Movie Database pour 156 000 avis et un score d'audience de 56 % sur Rotten Tomatoes pour 13 500 avis.
Le magazine Première émet une critique positive du film, le considérant comme « un formidable moment de cinéma, excitant et prenant », et saluant en particulier la performance de Johnny Depp. Le magazine considère également le film comme l'un des meilleurs de la franchise et le meilleur blockbuster de l'année 2018.
Le site CinéSéries, plus mitigé, salue la « qualité honorable », l'intelligence et la fluidité du film, mais relève le rythme un peu plus décousu de sa première partie, considérant l'intrigue « moins pertinente ». Le site dénote « les ennuyeuses romances » entre les deux couples principaux, tout en rendant hommage à la « conclusion passionnante » du film, où « toute l’identité du personnage de Grindelwald se révèle ». Le site salue lui aussi le « jeu parfaitement maîtrisé » de Johnny Depp et les enjeux dramatiques recherchés par le réalisateur David Yates : « Chaque personnage est acculé contre le mur et doit choisir son camp, même Dragonneau. Chaque protagoniste est face à une décision lourde et irréversible qu’il doit prendre rapidement. Ce sont ces instants captivants, où l’identité réelle de chaque personnage se révèle ».
Dans Le Monde, Thomas Sotinel exprime un avis négatif : « Le film croule sous un esprit de sérieux désolant, qui, au fil des heures, agit comme un philtre d’ennui ». Il souligne l'absence d'émotion du film, ajoutant que la magie « s’est dissipée pour ne laisser qu’un chaos aveuglant, assourdissant ». Pour Théo Ribeton des Inrockuptibles, le film « prépare trop sa suite pour sauvegarder son autonomie », au risque de devenir ennuyeux, et ajoute que le film marque certainement « l'avènement de ce qui pourrait bien servir de saga-doudou à toute une génération d'anti-trumpistes ».

### Distinctions

#### Nominations
Sauf indication contraire, les informations mentionnées dans cette section peuvent être confirmées par la base de données cinématographiques IMDb,  présente dans la section « Liens externes ».
- Satellite Awards 2018 :
  - Meilleurs effets visuels
  - Meilleurs décors
  - Meilleurs costumes
- BAFTA Film Awards 2019 :
  - Meilleurs effets visuels
  - Meilleurs décors

## Analyse

### Le discours de Grindelwald
Dans son étude, intitulée Ce qui fait de Grindelwald un si bon politicien, Ariane Da Cunha met en parallèle les deux antagonistes du monde magique de Rowling, en précisant que, là où Voldemort parvenait, dans Harry Potter, à convaincre une assemblée simplement par la terreur qu'il inspirait, Grindelwald privilégie dans les années 1920-1930 la séduction et la flatterie, en faisant en sorte que son idéologie (reposant sur la domination des moldus) vienne s'imposer comme « le droit naturel des sorciers ».

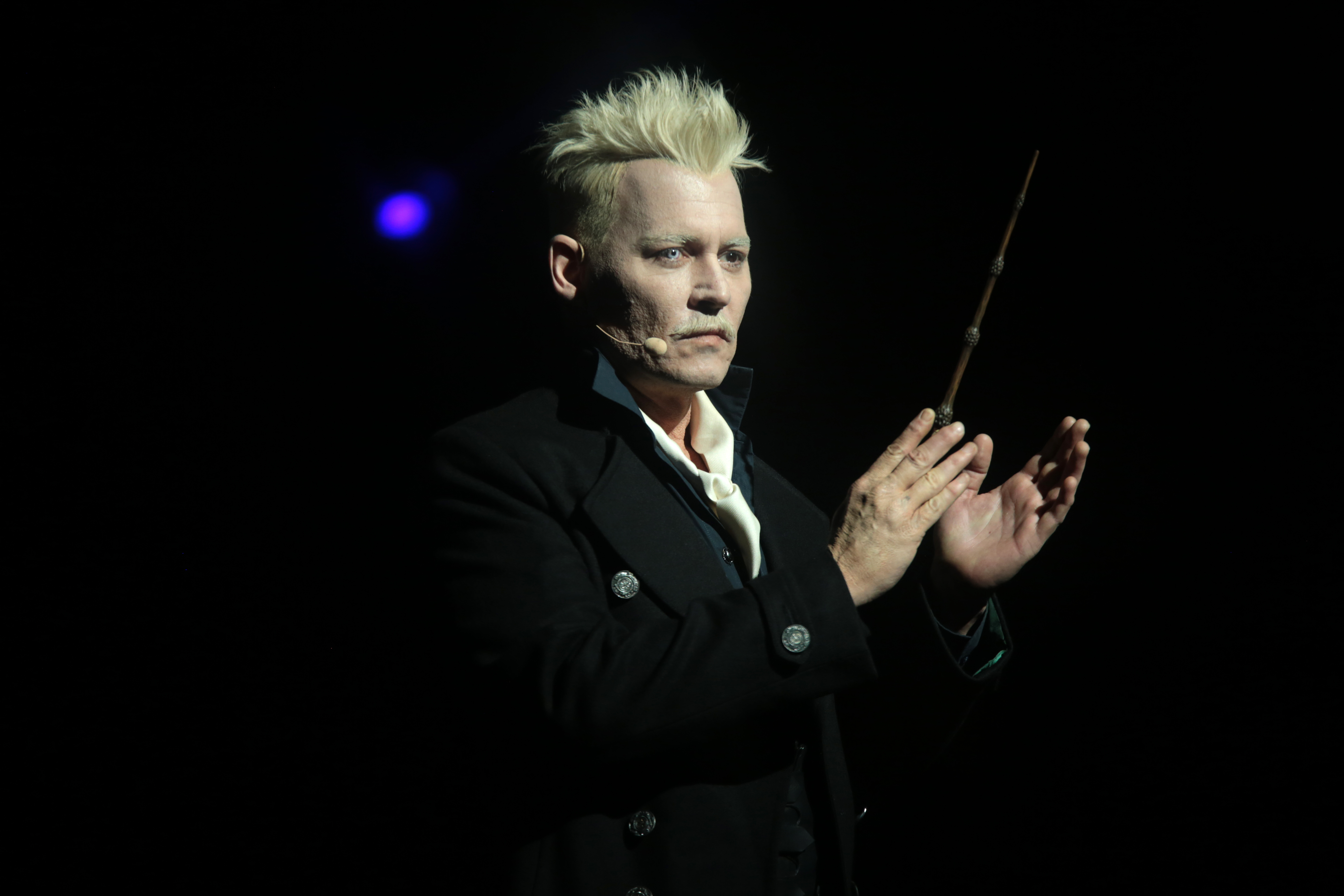
L'acteur Johnny Depp faisant un discours au Comic-Con de San Diego en juillet 2018, sous l'apparence de Gellert Grindelwald.

En s'appuyant sur une conférence de Teresa Marques à L'Unesco — qui invitait à la philosophie du langage pour décrypter les véritables idées cachées dans les discours des politiciens —, Ariane Da Cunha se penche sur le discours de Grindelwald prononcé à la fin du film et sur la communication de ses idées aux sorciers de manière « politiquement correcte ». Elle y détecte ce qui seraient, selon elle, les deux mensonges généralement les plus présents en politique : les mots codés ou à double sens (« la magie s'épanouit seulement chez des êtres d'exception »), et l’aliénation des concepts (la vision d'une future Seconde Guerre mondiale, présentée alors comme une conséquence, encore évitable, de la « barbarie » des moldus).
Pour le philosophe Gilles Vervisch, la « froideur pragmatique » et les paroles de Grindelwald rappellent celles d'Adolf Eichmann, organisateur de la Shoah. Dans un article du Point, Vervisch exprime également le fait que le discours du film est assez novateur dans la mesure où le Mal n'y est pas incarné par le traditionnel « fou ou mauvais par nature », mais par un personnage ambigu, voire charismatique, et qu'à travers la devise favorite de ce dernier (« Pour le plus grand bien »), il y aurait matière à faire le lien avec Platon et sa volonté d'expliquer ou d'excuser le Mal par l'ignorance, là où il existerait, chez Grindelwald comme chez les nazis, une réelle volonté de faire « ce qui leur semble » le plus juste.

## Autour du film

### Publication du script
Le script du film est publié par Little, Brown and Company le jour de la sortie du film aux États-Unis et au Royaume-Uni, sous le titre Fantastic Beasts: The Crimes of Grindelwald - The Original Screenplay. La couverture du livre et les illustrations à l'intérieur ont été dessinées par l'entreprise MinaLima, qui est également responsable des graphismes du film. Le texte comprend les dialogues du film, mais aussi la description des actions, du jeu des personnages, des décors et des mouvements de caméra.
Le script en français (Les Animaux fantastiques - Le texte du film) est traduit par Jean-François Ménard et publié par Gallimard le 15 novembre 2018, avant la version en anglais.

### Suite
Le réalisateur David Yates a précisé auprès d'Entertainment Weekly en janvier 2018 que les intrigues de chacun des cinq films auraient lieu dans différentes villes du monde. Des villes d'Allemagne, d'Italie, ainsi que d'un pays hispanophone ou lusophone – en coïncidence avec le passé de certains personnages, les affinités ou les parallèles historiques chers à la scénariste J. K. Rowling –, sont fortement pressenties en janvier 2018 pour le cadre des intrigues suivantes.
La sortie du film suivant est prévue pour l'été 2022. Rio de Janeiro serait notamment envisagée pour le cadre de son intrigue,,.